# Antonio Espigares
Antonio Espigares Morillas (Granada, 5 de septiembre del 2004) es un futbolista español que juega como defensa central en el Villarreal CF "B" de la Primera RFEF.

## Trayectoria
Natural de Granada, es un defensa central formado en las categorías inferiores del Granada CF. 
En julio de 2019, firma por el Villarreal Club de Fútbol para reforzar a su equipo cadete.
En la temporada 2021-22, terminaría su etapa juvenil en conjunto castellonense y firmaría un contrato con el Villarreal "B" hasta junio de 2025. 
El 25 de agosto de 2022, firma por el Real Unión Club de Primera División RFEF, cedido por el Villarreal CF "B".
En la temporada 2022-23, disputa 24 encuentros de liga en los que anota un gol y dos partidos de Copa del Rey.

## Internacional
El 8 de octubre de 2021, debuta con la Selección de fútbol sub-18 de España en un encuentro amistoso frente a Turquía.

## Clubes
| Club                     | País   | Año       |
| ------------------------ | ------ | --------- |
| Villarreal CF "B"        | España | 2022-act. |
| Real Unión Club (cedido) | España | 2022-2023 |